# 坂本泰造
坂本 泰造（さかもと たいぞう、1937年7月17日 - ）は、日本の教育者、評論家。

## 略歴
埼玉県秩父市山田生まれ。埼玉大学教育学部卒業。国語専攻。埼玉県春日部市立備後小学校教諭など小学校教師を務め、教育関係の著書を書いた。全国生活指導研究協議会（全生研）会員。

## 著書
- 『学級の主人公は、ぼくらだ』 (生活指導選書) 明治図書出版 1976
- 『教師の力量を高める 1 (教師の力量をどう高めるか) 』あゆみ出版 1984
- 『集中の授業づくり 原則と技術』 (のびのび教室) 日本書籍 1986
- 『教師の力量を高める 2 (どの子も燃える授業の創造) 』あゆみ出版 1986
- 『教師の力量を高める 3 (授業は「ゆさぶり」で勝負する)』あゆみ出版 1987
- 『がんばれ!父ちゃん母ちゃん 坂本泰造の現代子育て論』あゆみ出版 1990
- 『授業づくり』 (名人への道)日本書籍 1991
- 『やる気をひき出す子育て 坂本泰造の現代子育て論』あゆみ出版 1995
- 『やった!わかった!!楽しい授業のキーポイント』ひまわり社 2004
- 『子どもの心をギュッとつかむこんな子にこんな話し方』 (パワーアップシリーズ）ひまわり社 2006
- 『ほめ方叱り方41例 子どもの心をギュッとつかむ』 (5分間シリーズ)フォーラム・A, 2014

### 共編
- 『生きる力を育てる生活指導 (実践できりひらく教育シリーズ) 大畑佳司ほか共編. 日本標準 1983
- 『班長(ガイド・リーダー)の指導』大西忠治、服部潔共編 (授業と生活指導シリーズ) 明治図書出版 1985
- 『授業の受け方・学び方の指導』大西忠治、服部潔共編(授業と生活指導シリーズ) 明治図書出版 1986
- 『授業びらきと授業じまい』大西忠治、服部潔共編 (授業と生活指導シリーズ) 明治図書出版 1988